# 灰の水曜日 (詩)
『灰の水曜日』（はいのすいようび、英語: Ash Wednesday）は、米国生まれの英国の詩人T.S.エリオットがユニテリアンからカトリックの伝統も残すアングリカンに改宗した1927年の直後の1930年に、教会暦の「灰の水曜日」に題名を取って発表した悔悟の詩である。

## 背景
灰の水曜日はキリスト教西方教会のカトリック教会およびそれから派生した聖公会、ルーテル教会などで復活祭の前46日目の水曜日のことで（日曜日を除くと40日目で「レント」の初日）、教会では信者に死とその前に必要な痛悔を想起させるため，司式者が各人の額に灰で十字架のしるしを付ける儀式を行う。
1888年米国生まれのT.S.エリオットは米国とヨーロッパで教育を受け、1917年からはイギリスの銀行で働くなどして、1922年には長詩『荒地』を発表して、詩人としての地位を不動のものとする。1927年には英国へ帰化して、それまでのユニテリアンからアングリカンの中でもカトリックの伝統も残すアングロ・カトリック（Anglo-Catholicism）に改宗した。

## 内容
この直後の1930年に発表したのがこの中編詩『灰の水曜日』（Ash Wednesday）で、全体は6つの部分から構成されていて、「Because I do not hope to turn again」で始まる最初の部分も含めて5つの部分はすでに発表した詩を使っている。内容は彼の宗教的な経験と不安と希望を書いている。